# Crotonoideae
Crotonoideae es una subfamilia de la Familia de las Euphorbiaceae.

## Tribus
Adenoclineae

Aleuritideae

Codiaeae

Crotoneae

Elateriospermeae

Gelonieae

Jatropheae

Manihoteae

Micrandreae

Ricinocarpeae

Ricinodendreae

Trigonostemoneae